# Ondine (Debussy)
Pour un article plus général, voir Préludes de Debussy.
Pour les articles homonymes, voir Ondine (homonymie).
Ondine est le huitième prélude du deuxième livre des Préludes pour piano de Claude Debussy. 

## Présentation
Ondine est composé entre 1911 et 1912, et créé à Londres le 12 juin 1913 au Aeolian Hall par le pianiste Walter Rummel.
Le titre du prélude est possiblement inspiré par une illustration d'Arthur Rackham pour le conte Ondine (1912) de La Motte-Fouqué.
La partition est publiée par Durand en 1913.

## Analyse et commentaires

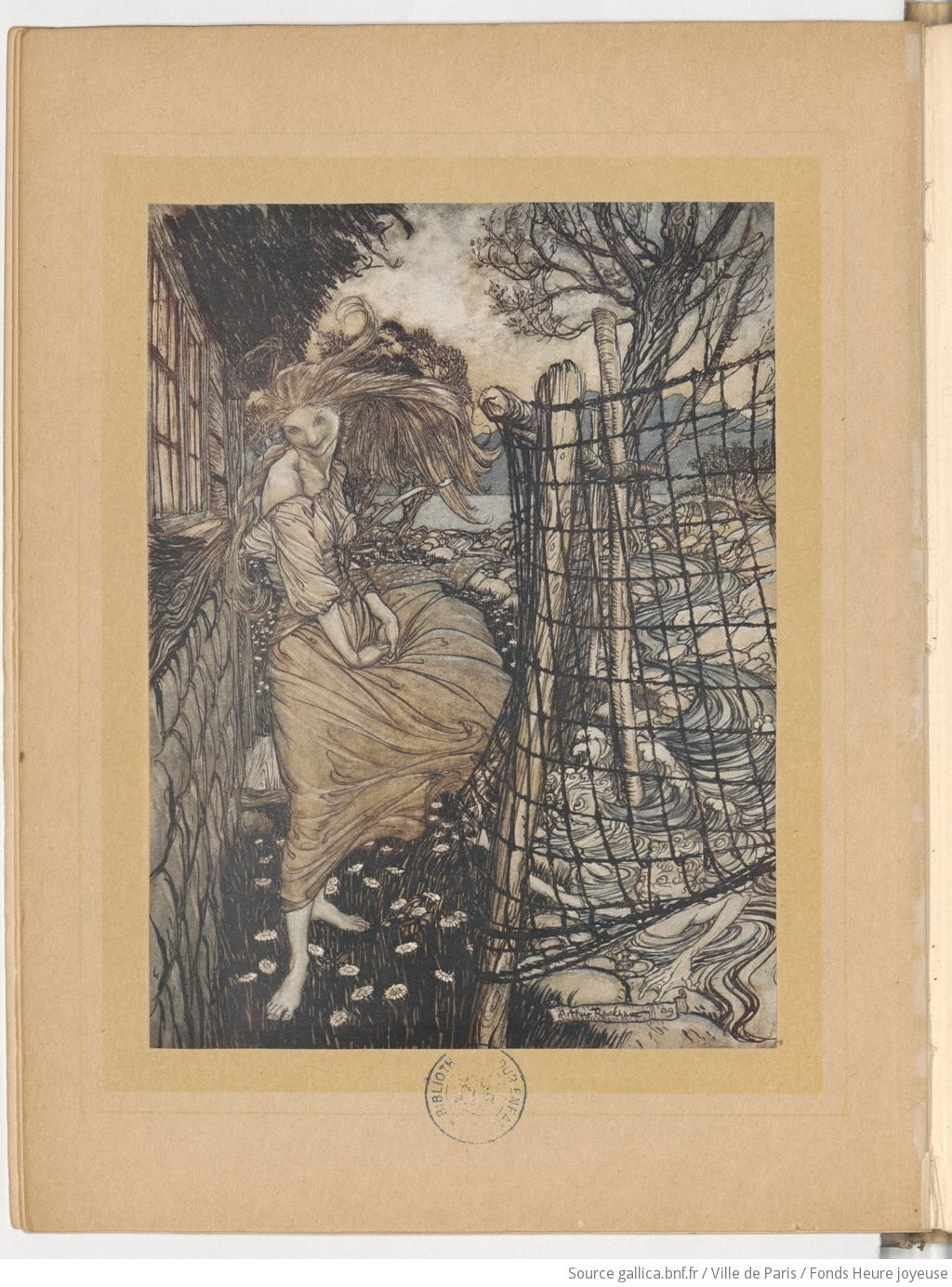
L'espiègle Ondine, illustration d'Arthur Rackham en frontispice d'une édition du conte Ondine de de La Motte-Fouqué.

Ondine, d'une durée moyenne d'exécution de trois minutes environ, est en ré majeur, « scherzando », à 
.
Très différente de l'Ondine de Maurice Ravel,, cette Ondine-ci, « à la manière de Puck et des « exquises danseuses », assemble capricieusement les motifs, les combine, les défait, dans un ravissant et poétique désordre ».
Alfred Cortot remarque que « pour qui sait la voir, elle surgit à mi-corps, ruisselante, tentatrice et nue, du scintillement calme des vagues qui la bercent. Et, pour qui sait la comprendre, comme elle est attirante et tendre, la voix murmurante qui dit les trésors de ses palais flottants et la douceur de son amour ».
Pour Harry Halbreich, « espiègle, elle joue avec les vagues [...], essaie ensuite de séduire quelque humain (pédale de mi bémol), s'alanguit et rêve sur le sable en regrettant de n'être point mortelle, avec ce thème de milieu d'une mélancolie un peu irritante par ses frottements de seconde ; mais, après une toute classique gradation sur pédale de dominante, dont l'âpreté méchante exprime son dépit, elle disparaît sur une pirouette, changée en écume de mer... ». Le musicologue souligne également « le mode hexaphone mi bémol-fa dièse-sol-la-si bémol-ré bémol [qui] s'inscrit avec une aisance insidieuse dans le contexte tonal de ré majeur » de la partition.

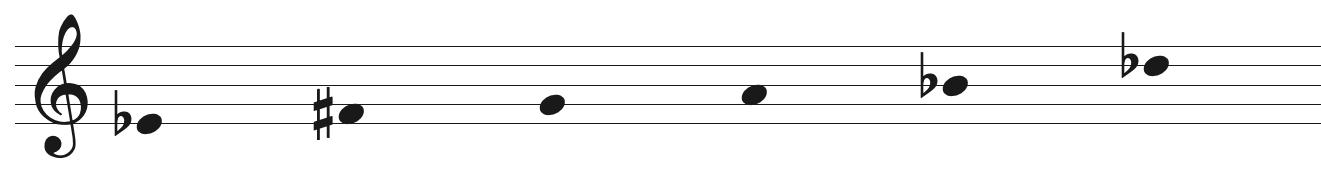
Mode hexaphone dans Ondine.

Dans le catalogue des œuvres du compositeur établi par le musicologue François Lesure, Ondine porte le numéro L 131 (123) no 8.

## Discographie sélective
- Debussy : Piano works Vol. 4, François-Joël Thiollier (piano), Naxos 8.553293, 1998[7].
- Debussy: Préludes, Steven Osborne (piano), Hyperion Records CDA 67530, 2006[8].
- Debussy : Complete Works for Piano, Volume 1, Jean-Efflam Bavouzet (piano), Chandos Records CHAN 10421, 2007[9].
- Debussy : The Solo Piano Works, Noriko Ogawa (piano), BIS Records CD 1955/56, 2012[10].
- Claude Debussy : The complete works, CD 4, Yuri Egorov (piano), Warner Classics, 2018[11].